# HD150323
HD150323 — хімічно пекулярна зоря спектрального класу
B6 й має видиму зоряну величину в смузі V приблизно  7,6.

## Пекулярний хімічний склад
Зоряна атмосфера HD150323 має підвищений вміст 
Si
.